# نيكولاي مانع
نيكولاي مانع (بالرومانية: Nicolae Manea)‏ هو لاعب كرة قدم ومدرب كرة قدم روماني في مركز الهجوم، ولد في 11 مارس 1954 في بوخارست في رومانيا، وتوفي بنفس المكان في 15 ديسمبر 2014 بسبب سرطان الكبد. شارك مع منتخب رومانيا لكرة القدم. أما مع النوادي، فقد لعب مع رابيد بوخارست وستيوا بوخارست.

## وصلات خارجية
- نيكولاي مانع على موقع قاعدة بيانات كرة القدم.إي يو (الإنجليزية)
- نيكولاي مانع على موقع ناشيونال فوتبول تيمز (الإنجليزية)
- نيكولاي مانع على موقع عالم كرة القدم.نت (الإنجليزية)